# (248) Lamia
(248) Lamia es un asteroide perteneciente al cinturón de asteroides descubierto el 5 de junio de 1885 por Johann Palisa desde el observatorio de Viena, Austria.
Está nombrado por Lamia, un personaje de la mitología griega.